# Themistoclesia idiocalyx
Themistoclesia idiocalyx är en ljungväxtart som beskrevs av Pedraza. Themistoclesia idiocalyx ingår i släktet Themistoclesia och familjen ljungväxter. Inga underarter finns listade i Catalogue of Life.